# Hermann Tunner
Hermann Tunner, född 17 maj 1913, död 25 augusti 1985, var en friidrottare från Österrike. Han deltog vid olympiska sommarspelen 1948 och olympiska sommarspelen 1952.